# Шир, Корнелиус Лотт
Корнелиус Лотт Шир (англ. Cornelius Lott Shear, 1865—1956) — американский ботаник и миколог.

## Биография
Корнелиус Лотт Шир родился 26 марта 1865 года в городе Нью-Йорк. Учился в Университете Олбани в Нью-Йорке. Шир переписывался с Чарльзом Пеком, помогавшим ему определять собранные им грибы. В 1897 году Университет Небраски присвоил Ширу степень доктора наук. С 1927 по 1928 Корнелиус Шир жил на Гавайях и собирал различные гербарные образцы.
Вместе с Фредериком Клементсом Корнелиус Шир издал книгу The Genera of Fungi, посвящённую родам грибов.

## Роды грибов, названные в честь К. Л. Шира
- Shearia Petr. 1924
- Sheariella Petr. 1952